# 李丽英
李丽英（1932年—），女，浙江吴兴人，中国昆虫学家，曾任广东省昆虫研究所所长，第八届全国政协委员。